# 家長
家長（かちょう）は、一家の家督を継承して家族を統括し、その祭祀を主宰する者を指す。当主（とうしゅ）と同義の言葉とされている。

## 解説
家長は夫権や親権を通じた配偶者及び直系卑属に対する支配は勿論のこと、それ以外の親族に対しても道徳的な関係を有し、彼らに対する保護義務とともに家長の意向に反したものに対する者を義絶（勘当）する権限を有していた。また、その家の家風・祭祀に関する権限を握る存在でもあった。副次的役割としては家産の管理・家業の経営などを主導する役目を担っていたが、家産・家業などは家長の占有物ではなく、その「家」に属するものであった。鎌倉時代の武家において、家長は器量によって定められることが多く、家督は分割できないものの、所領などの家産の分割は可能であった。ところが、鎌倉時代後期以後、家産も家督ととも長子単独相続が行われるようになり、家長の権限も長子あるいは嫡子本位にて決定され、系譜・祭具・墳墓などの継承権も有するようになった。
更に、父が家長となる制度を家父長制、母が家長となる制度を家母長制という。
明治以後の家長はこうした武家の家長制度を強化する形で民法の「戸主」の概念によって1898年（明治31年）7月16日から法制化された。民法の家制度の元では家長は強大な戸主権を有しており、一家内部における強大な権力を有していた。家制度・戸主は昭和の戦後期の民法改正によって1947年（昭和22年）5月2日まで続いた。1947年（昭和22年）5月3日以降の現行の戸籍における「筆頭者」や住民基本台帳(住民票)における「世帯主」は全く異なる制度である。